# Leptochilus membranaceus
Leptochilus membranaceus är en stekelart som först beskrevs av Moravitz 1867.  Leptochilus membranaceus ingår i släktet Leptochilus och familjen Eumenidae. Utöver nominatformen finns också underarten L. m. luxuriosus.